# Fanthamia cardinis
Fanthamia cardinis är en tvåvingeart som beskrevs av Meillon och Wirth 1979. Fanthamia cardinis ingår i släktet Fanthamia och familjen svidknott.
Artens utbredningsområde är Zimbabwe. Inga underarter finns listade i Catalogue of Life.